# Claudius Innocentius du Paquier
Claudius Innocentius du Paquier (* 1679; † 1751), dessen Herkunft ungewiss ist, war 1718 Begründer der zweiten Porzellanmanufaktur Europas in Wien.

## Biografie
Der junge du Paquier stand vor seiner Karriere in der Porzellanerzeugung als Hofkriegsratsagent im Dienste der kaiserlichen Verwaltung. Nur der sächsische Kurfürst und König in Polen, August der Starke, besaß bisher mit seiner Meißener Porzellanmanufaktur in Europa das wissenschaftliche Rezept zur Herstellung des kostbaren „weißen Goldes“, welches unter strengen Vorsichtsmaßnahme auf der Albrechtsburg von der Außenwelt geschützt war. Trotz der Abschirmung der wesentlichen Arbeiter war es du Paquier auf diplomatischem Wege durch den kaiserlichen Gesandten am polnisch-sächsischen Hof in Dresden, Damian Hugo von Virmont, gelungen, einige der Handwerker aus Meißen nach Wien zu holen.
Der erste Standort der Porzellanmanufaktur befand sich weit außerhalb des Stadtgebietes, wobei die Fabrik aus logistischen und räumlichen Gründen um 1721 in die Vorstadt Rossau in das gräfliche Breuner'sche Sommerhaus am Alserbach umsiedelte. Nach anfänglichen technischen Experimenten wurden zunächst Porzellane gefertigt, welche nebst ostasiatischen mitunter auch durch Meißener Motive beeinflusst wurden, im Laufe der Zeit sich aber immer mehr der barocken Formenwelt der kaiserlichen Hauptstadt zuwandten. Dekorative Elemente von architektonischem Interieur, Motive aus der Skulptur und Einflüsse aus der zeitgenössischen Malerei der Epoche beeinflussten die Porzellangestaltung der Wiener Manufaktur, deren Werke sich auf außergewöhnliche Weise zwischen verspielten Barockformen und klassischer Strenge bewegen.
Mit der Gründung des Porzellanunternehmens unterzeichnete Kaiser Karl VI. im Jahre 1718 ein „Special Privilegium“, das du Paquiers Manufaktur unter einen 25 Jahre währenden Schutz stellte und ihr eine Monopolstellung auf die Rechte der Porzellanherstellung innerhalb der Habsburgischen Länder einräumte. Der Kaiserhof in Wien hatte ein besonderes Interesse an der Niederlassung einer Porzellanmanufaktur durch du Paquier, denn dadurch konnte den chinesischen Importwaren eine heimische Konkurrenz entgegengestellt werden und ferner verblieb das wirtschaftliche Kapital im Land.
Dennoch verlief die Geschichte der Wiener Porzellanmanufaktur äußerst wechselhaft und war immer wieder von Höhen und Tiefen geprägt. Nach 25 Jahren des Privilegs und eines guten Absatzes war die Firma hoch verschuldet und du Paquier sah sich trotz eines Darlehens der Stadt Wien gezwungen, seinen Betrieb zu verkaufen. Unter Kaiserin Maria Theresia von Österreich kam die Manufaktur 1744 somit in kaiserlichen Besitz und wurde verstaatlicht.

## Hauptwerke

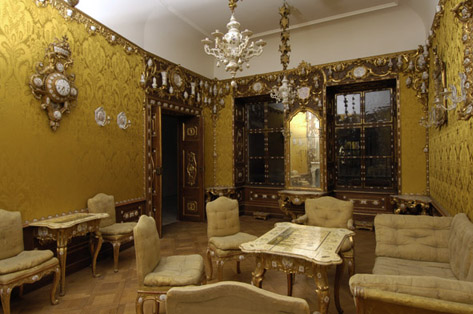
Porzellanzimmer aus dem Brünner Palais Dubsky, 1720–1735. Ausstellungsort: MAK Wien

Du Paquier hat sowohl für den kaiserlichen Hof als auch für den Adel produziert. Das mit Abstand wichtigste Werk der Manufaktur war aber nicht für den Kaiser bestimmt, sondern für Gräfin Maria Antonia von Czobor, einer geborenen Fürstin von Liechtenstein. Um 1700 wurden in Europa so genannte „Porzellan-Cabinette“ modern, deren Einrichtung Gräfin von Czobor in ihrem erworbenen Brünner Palais vorgenommen hat. Das Porzellanzimmer aus dem nachmaligen Palais Dubsky in Brünn hat eine der ersten Zimmerausstattungen mit europäischem Porzellan. Der Raum enthält über 1500 Porzellanteile, die zwischen den Jahren 1720 und 1735 verfertigt worden sein müssen. Untersuchungen der Wandvertäfelung haben ergeben, dass das Interieur ursprünglich für einen anderen, unbekannten Ort hergestellt worden ist und erst später dem Brünner Palais in seiner Dimension verkleinert angepasst wurde. Im Jahre 1912 wurde das Porzellanzimmer für die Sammlung des k.k. Österreichischen Museums für Kunst und Industrie in Wien (heute Museum für angewandte Kunst) angekauft.

## Sonstiges
Im Jahr 1862 wurde in Wien-Alsergrund (9. Bezirk) die Porzellangasse nach Du Paquiers Manufaktur benannt.